# Back from the Grave Volume Two
Back from the Grave Volume Two è il secondo album della omonima collana di album discografici pubblicata dalla Crypt Records nel 1983. L'album contiene una selezione di brani di genere garage rock degli anni sessanta.

## Tracce
Lato A
1. Roy Junior – Victim of Circumstances – 2:20 (Don Turnbow) – 1966
2. The Unrelated Segments – Cry, Cry, Cry – 3:00 (Rory Mack, Ron Stults) – 1968
3. The Mystics – Snoopy – 2:24 (Curley Jim) – 1964
4. The Banshees – They Prefer Blondes – 2:25 (Jack Walters) – 1965
5. The Hatfields – Yes I Do – 2:10 (Tom Robinson, Rick Robinson) – 1966
6. The Outsiders – She's Coming on Stronger – 2:19 (Buddy Richardson) – 1965
7. The Mods – Satisfaction – 3:45 (Mick Jagger, Keith Richards) – 1965
8. The Lyrics – They Can't Hurt Me – 2:43 (Chris Gaylord) – 1965

Lato B
1. The Brigands – (Would I Still Be) Her Big Man – 2:19 (Arthur Resnick, Kris Resnick) – 1966
2. The Children of Darkness – She's Mine – 2:36 (John Hall/John Hull) – 1966
3. The Canadian Rogue – Keep In Touch – 2:18 (Harvey Criswell, Willie Metts) – 1966
4. The Outsiders – Summertime Blues – 2:35 (Eddie Cochran) – 1966
5. The Reasons Why – All I Really Need Is Love – 2:07 (Larry Basil) – 1967
6. The Triumphs – Surfside Date – 1:43 (Thorn, Valentine, Decimber, Moldenhauer) – 1964
7. Ralph Nielsen & The Chancellors – Scream – 1:56 (Ralph Nielsen) – 1962
8. The Novas – The Crusher – 2:07 (Bobby Nolan) – 1964
9. A word from our sponsor: Crater Soda – 2:24